# L'uomo e il satiro
L'uomo e il satiro è una favola scritta da Esopo.

## Trama
Un uomo è amico di un satiro. Un giorno i due passeggiano, e fa molto freddo. L'uomo si soffia sulle mani; il satiro gli chiede perché, e lui gli risponde che fa così per scaldare le proprie mani. I due raggiungono poi un'osteria, dove iniziano a mangiare. L'uomo soffia ancora, ma questa volta sulle pietanze; il satiro chiede nuovamente il motivo, e l'uomo dice che questo è un modo per rendere i cibi meno bollenti. A questo punto il satiro rinnega l'amicizia dell'uomo, e si allontana per sempre.

## Morale
Non ci si deve fidare di uomini ambigui, che con lo stesso strumento ottengono il caldo ed il freddo. In pratica, si tratta di doppiogiochisti, o comunque di falsi e, spesso, dalle azioni contraddittorie.